# Maria Wyrozębska
Maria Wyrozębska (ur. 27 marca 1925 w Przesmykach, zm. 2012) – polska polityk, posłanka na Sejm PRL, rolniczka.

## Życiorys
Od 1948 do 1958 zatrudniona była w sklepie Gminnej Spółdzielni „Samopomoc Chłopska” w Przesmykach, a potem prowadziła własne gospodarstwo rolne. Była przewodniczącą tamtejszego Koła Gospodyń Wiejskich, zasiadała też w radzie głównej KGW. Od 1960 członkini Zjednoczonego Stronnictwa Ludowego. W partii zasiadała w prezydium Powiatowego Komitetu (przez trzy kadencje), a także w Komisji Kobiecej przy nim oraz przy Wojewódzkim Komitecie w Warszawie. Była też członkinią Komisji Rolnictwa i Leśnictwa warszawskiej Wojewódzkiej Rady Narodowej, zarządu Wojewódzkiego Związku Kółek Rolniczych w tymże województwie oraz rady nadzorczej powiatowego związku GS „SCh” w Łosicach.
Posłanka na Sejm PRL VI kadencji (1972–1976). Reprezentowała okręg nr 73 (Siedlce). Zasiadała w sejmowej komisji budownictwa i gospodarki komunalnej.
Odznaczona Srebrną Odznaką „Za zasługi dla województwa warszawskiego” i Odznaką Tysiąclecia Państwa Polskiego.